# Большетуралинское сельское поселение
Большетуралинское се́льское поселе́ние — муниципальное образование в Тарском районе Омской области Российской Федерации.
Административный центр — село Большие Туралы.

## История
Статус и границы сельского поселения установлены Законом Омской области от 30 июля 2004 года № 548-ОЗ «О границах и статусе муниципальных образований Омской области»

## Население
| 2010 | 2011 | 2012 | 2013 | 2014 | 2015 | 2016 |
| ---- | ---- | ---- | ---- | ---- | ---- | ---- |
| 799  | ↘796 | ↘774 | ↘734 | ↘706 | ↘704 | ↘687 |
| 2017 | 2018 | 2019 | 2020 | 2021 | 2023 |      |
| ↘668 | ↘643 | ↘620 | ↘589 | ↘413 | ↘385 |      |

## Состав сельского поселения
| № | Населённый пункт | Тип населённого пункта       | Население |
| - | ---------------- | ---------------------------- | --------- |
| 1 | Большие Туралы   | село, административный центр | ↘753      |
| 2 | Малые Туралы     | деревня                      | ↘46       |